# Сиракуза
Сиракуза (на италиански: Siracusa; на сицилиански: Sarausa; на гръцки: Συρακοῦσαι; на латински: Syracusae) е италиански град на източния бряг на остров Сицилия и столица на провинция Сиракуза с население 124 453 души (2009).

## История
Сиракуза е основан от жителите на тогавашната гръцка колония Куме (Cumae) приблизително през 750 г. пр.н.е. Предположено е, че името е дошло от финикийското сур-ха-кусим, т.е. „скалата на чайките“.

## Култура
Сиракуза е древна гръцка колония,  част от Магна Греция. Някога описан от Цицерон като „най-великия гръцки град и най-красивия от всички“, античният център на Сиракуза е включен в Списъка на световното наследство на ЮНЕСКО.

## Личности
В Сиракуза се е родил, живял и умрял Архимед.

## Побратимени градове
- Атина, Гърция.